# Bryum calodictyon
Bryum calodictyon är en bladmossart som beskrevs av Brotherus 1916. Bryum calodictyon ingår i släktet bryummossor, och familjen Bryaceae. Inga underarter finns listade i Catalogue of Life.